# Најбоље и боље од најбољег
Најбоље и боље од најбољег је дупли компилацијски албум српског и југословенског рок бенда Рибља чорба.

## Опште информације
Албум је објављен 2009. године под окриљем издавачких кућа ПГП РТС и Змекс, а на њему се налази четрдесет песама. Аранжман за песме радила је група Рибља чорба, продуценти били су Драган Илић и Радмило Цвијовић, док су инжењери звука били Горан Вејвода, Раде Ерцеговац, Ратко Остојић, Тахир Дуркалић, Владимир Неговановић и Зоран Ивковић.
Продуценти на песмама које су се нашле на овој компилацији били су Саша Хабић, Џон Мекој и Корнелије Ковач, а менаџер продукције био је Владимир Граић.

## Листа песама

### Страна 1
| №   | Назив                         | Трајање |  |
| 1.  | Погледај дом свој анђеле      | 3:37    |  |
| 2.  | Кад падне ноћ (У помоћ)       | 4:25    |  |
| 3.  | Немој срећо, немој данас      | 2:55    |  |
| 4.  | Пекар, лекар, апотекар        | 2:48    |  |
| 5.  | Немој да идеш мојом улицом    | 2:33    |  |
| 6.  | На западу ништа ново          | 2:56    |  |
| 7.  | Рокенрол за кућни савет       | 2:43    |  |
| 8.  | Добро јутро                   | 4:35    |  |
| 9.  | Авиону, сломићу ти крила      | 3:42    |  |
| 10. | Егоиста                       | 2:21    |  |
| 11. | Ево ти за такси               | 2:58    |  |
| 12. | Два динара, друже             | 4:00    |  |
| 13. | Амстердам                     | 3:10    |  |
| 14. | Остани ђубре до краја         | 4:35    |  |
| 15. | Како је лепо бити глуп        | 2:17    |  |
| 16. | Волим, волим, волим жене      | 2:18    |  |
| 17. | У два ће чистачи однети ђубре | 3:38    |  |
| 18. | Где си у овом глупом хотелу   | 5:11    |  |
| 19. | Нећу да испаднем животиња     | 3:40    |  |
| 20. | Остаћу слободан               | 2:33    |  |

### Страна 2
| №   | Назив                                  | Трајање |  |
| 1.  | Лутка са насловне стране               | 3:06    |  |
| 2.  | Ја сам се ложио на тебе                | 3:26    |  |
| 3.  | Нећу да те волим                       | 3:55    |  |
| 4.  | Врло, врло задовољан тип               | 3:18    |  |
| 5.  | Целу ноћ те сањам                      | 4:58    |  |
| 6.  | Знам те (Другога воли)                 | 4:12    |  |
| 7.  | Члан мафије                            | 3:10    |  |
| 8.  | Превара                                | 3:08    |  |
| 9.  | Правила, правила                       | 6:16    |  |
| 10. | Сутра ме пробуди                       | 4:10    |  |
| 11. | Кажи ко те љуби док сам ја на стражи   | 4:35    |  |
| 12. | Срећан пут, пишо моја мала             | 2:20    |  |
| 13. | Назад у велики прљави град             | 3:00    |  |
| 14. | Прошлости (Ниси била бог зна шта)      | 4:40    |  |
| 15. | Црно је доле                           | 3:15    |  |
| 16. | Видиш да сам гадан кад сам тебе гладан | 2:40    |  |
| 17. | Још један шугав дан                    | 3:02    |  |
| 18. | Ја ратујем сам                         | 2:35    |  |
| 19. | Сачекај                                | 3:47    |  |
| 20. | Још једна цигарета пре спавања         | 3:29    |  |